# Чивай
Чивай (исп. Chivay) – город в южной части Перу. Административный центр провинции Кайома в  регионе Арекипа. Расположен на высоте 3635 метров над уровнем моря. Вблизи города находится известный среди туристов каньон реки Колка. В 10 км к востоку и в 1500 м выше города находится Чивайское месторождение обсидиана. 

## Население
По данным переписи 2005 года численность населения города составляла 6242 человека; по данным на 2010 год — 7626 человек. Преобладают представители народности кечуа.

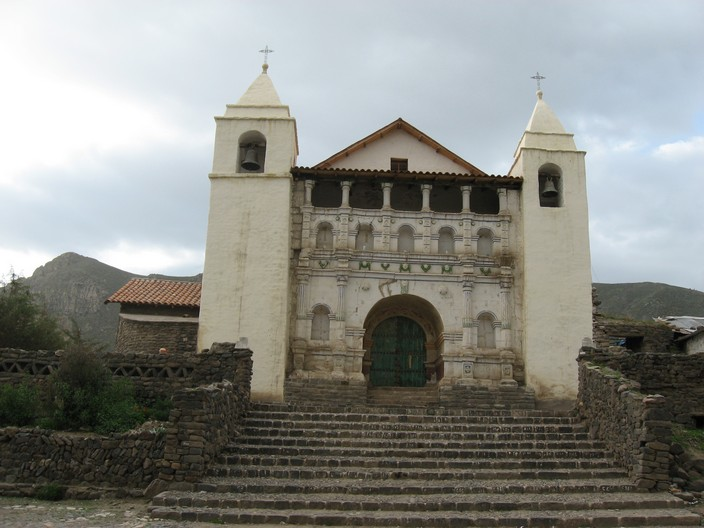
Собор Св. Якова, Чивай